# قصر هی‌آن

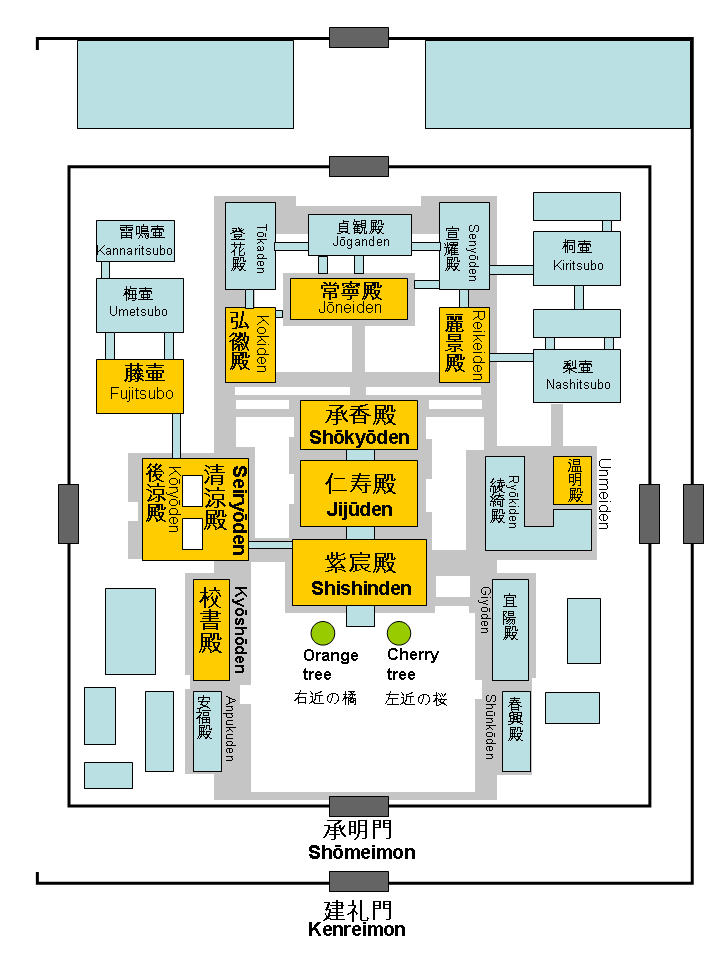
پلان شماتیک کاخ داخلی

قصر هی‌آن (به ژاپنی: 平安宮, Heian-kyū)، کاخ امپراتوری اولیه هی‌آن-کیو (کیوتو کنونی)، سپس پایتخت ژاپن بود که در اواخر دهه ۷۰۰ ساخته شد و بر اساس مدل‌های چینی طراحی شد. و طرح‌ها این کاخ به عنوان اقامتگاه امپراتوری و مرکز اداری بیشتر دوره هی‌آن (۷۹۴–۱۱۸۵) بوده است.